# El niño que vino del mar
El niño que vino del mar (lit. O menino que veio do mar) é uma telenovela mexicana produzida pela Televisa e exibida pelo Canal de las Estrellas, de 19 de abril a 27 de agosto de 1999, substituindo El Diario de Daniela e sendo substituída por Serafín, em 95 capítulos.
A trama é baseada na novela Sí, mi amor produzida em 1984. 
Foi protagonizada por Natalia Esperón, Enrique Ibañez e Imanol Landeta e antagonizada por Renée Varsi, Orlando Miguel e Patricia Reyes Spíndola.

## Enredo
Felipín e sua mãe estão indo se encontrar com seu pai Alfonso Cáceres de Ribera, duque de Oriol, um rico fazendeiro espanhol que em uma viagem deixou seu filho e sua esposa Magdalena em um barco sem rumo. Felipín exausto, viajou no barco por vários dias para chegar a casa de Nisa, uma bela jovem que salva o garoto da morte. Nisa é uma mulher que vive perto da praia e de obras de cerâmica. O pequeno começa uma nova vida com novos amigos Blasito, Biri e Mariali que brincam e se divertem contando histórias de Fixwidget, o consentimento de um homem velho que os aconselhou em todos os momentos.

## Elenco
- Natalia Esperón - Nisa Rodríguez Cáceres de Rivera
- Enrique Ibáñez - Eduardo Rodríguez Cáceres de Rivera
- Imanol Landeta - Felipín Rodríguez Cáceres de Rivera
- Renée Varsi - Constanza
- Yadhira Carrillo - Magdalena de la Soledad / Sol / Lena
- Manuel Landeta - Carlos Criail
- Saúl Lisazo - Don Alfonso Rodríguez Cáceres de Rivera "Duque de Oriol"
- Patricia Reyes Spíndola - Alberta Gómez
- Orlando Miguel - Enrique Rodríguez Cáceres de Rivera
- Luz María Aguilar - Sophia Rodríguez Cáceres de Rivera
- Rolando Brito - Nazario
- Joana Brito - Rancha
- Irma Lozano - Tía Pilar Serrano
- Sergio Ramos "El Comanche" - Chirimbolo
- Luz Elena González - Jacinta
- Rafael del Villar - Marco
- Vanessa Angers - Alina
- Dacia Arcaráz - Remedios
- Emilia Carranza - Regina
- Roberto D'Amico - Óscar Serrano
- Yousi Díaz - Melda
- Edder Eloriaga - Casimiro
- Oscar Eugenio - Blasito
- Arturo García Tenorio
- Dacia González - Catalina Ortiz
- Benjamín Islas - Pedro
- Julio Mannino - Dr. Juan Manuel Ríos
- Alejandro Ruiz - Martín Morales
- Xavier Marc - Dr. Agustín Ortiz
- Iliana Montserrat - Biri
- Benjamín Rivero - Fabián
- Sussan Taunton - Bernardette
- Oscar Traven - Mr. Richardson
- María Marcela - Lala
- Nancy Montserrat Patiño - Mariali
- Charly Santana - Juan Simón
- Rocío Gallardo - Gloria
- Arturo Barba
- Oscar Morelli
- Carlos Villarreal
- Anna Sobero
- Héctor Cruz
- Radamés de Jesús
- Estrella Lugo
- Bernhardt Seifert
- Mario Moreno del Moral - Miguelito
- Marcia Coutiño - Loretito